# Rajko Kasagić
Rajko Kasagić (Razboj Ljevčanski, 15. listopada 1942.), bosanskohercegovački političar, predsjednik Vlade Republike Srpske od 17. prosinca 1995. do 18. svibnja 1996. Član Srpske demokratske stranke. Diplomirao je 1970. u Beogradu, doktorirao je 1999. na Pravnom fakultetu u Nišu. Autor je mnoštva knjiga.